# Terlanen
Terlanen est un village faisant partie de la commune d'Overijse, dans la province du Brabant flamand en Belgique.

## Lieux d'intérêt
- L'église Saint-Michel.

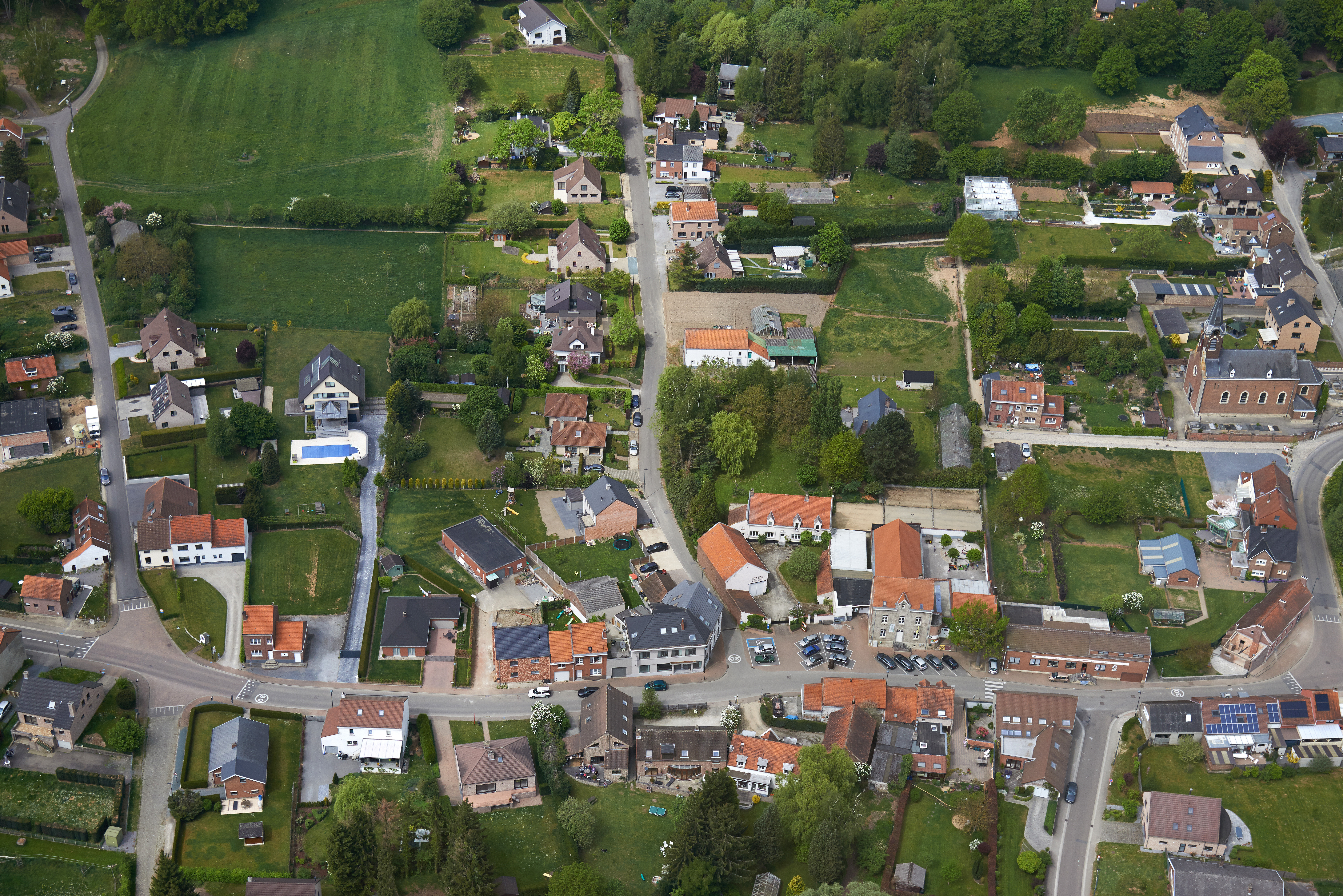
Photo aérienne des environs de la place Arthur Michael et de la rue Cardinal.

- Le cimetière d'Overijse se situe dans le quartier de Terlanen.
- Le Moulin de Terlanen, dont l'histoire remonte au Moyen Âge.
- Quelques bunkers de la Ligne KW, construits durant l'entre-deux-guerres.

Terlanen est situé sur la rivière Lasne entre 34 et 93 mètres d'altitude. Les réserves naturelles les plus importantes sont la Laanvallei et le Rodebos (nl).

## Sport
- Moskesstraat (nl) : rue pentue connue depuis le passage de la Flèche brabançonne en 2020 et des Championnats du monde de cyclisme sur route 2021[1].

## Événements
- Le défilé de Noël de Terlanen : les agriculteurs locaux allument leurs tracteurs et parcourent les rues durant le défilé.